# Epicausis
Epicausis is een geslacht van vlinders van de familie uilen (Noctuidae).

## Soorten
- E. smithii (Mabille, 1880)
- E. vaovao Viette, 1973